# 大島宇吉
大島 宇吉（おおしま うきち、1852年4月24日（嘉永5年3月6日） - 1940年（昭和15年）12月31日）は、明治から昭和初期にかけて活動した日本の新聞経営者、実業家、政治家。
尾張国東春日井郡小幡郷（現在の愛知県名古屋市守山区）出身。現在の中日新聞社の前身の1紙である新愛知を発刊した。また政治家として、愛知県会議員、衆議院議員(1期)を務める。

## 経歴
嘉永5年（1852年）3月6日、尾張国東春日井郡小幡郷で小幡大島本家10代・大島宇右衛門の三男として生まれる。その後、10代宇右衛門の甥で東大島家を分家した大島為三郎の養子に迎えられ、養父の死去により14歳にして2代当主となった。
数え18歳にして小幡村の村長となったのち自由民権運動に参加し、自由党の闘士として活躍する。名古屋の自由党員が起こした名古屋事件に関わっているという説もあるが、立件はされなかった。
1884年（明治17年）4月、愛知県会議員に当選し2期を務める。
1886年（明治19年）3月、旧自由党の同志らとともに無題号（固有名詞ではなく「特に題名の無い新聞」の意味）を発刊。
1887年（明治20年）7月、無題号が「愛知絵入新聞」と命名されて日刊紙になったが、度重なる官憲の弾圧、発行停止処分を受けて廃刊となる。1888年（明治21年）7月に『愛知絵入新聞』の後継紙として『新愛知』を創刊した。
1890年（明治23年）7月に行われた、第1回衆議院議員総選挙に出馬するものの落選。その後、新愛知新聞社社長に就任する。社長就任後は紙面の改善を小室屈山主筆に託しつつ自らは各地を回って販売網の拡大に乗り出し、東海・北陸・上信越から関西まで各地に支局を設ける等、販売網を広げていった。また、広告についても自ら東京や大阪の代理店・広告主を訪れるなど注力し、昭和に入ったときには新愛知を全国有数の地方紙まで発展させた。愛知県内では新愛知の他に扶桑新聞、東海日日新聞、中京新報が有力紙であったが、このうち山田才吉が経営していた中京新報を小山松寿が譲り受けて改題創刊した名古屋新聞が都市部で急伸し、昭和初期には県内を二分するに至った。
1919年（大正8年）、立憲政友会から第13回衆議院議員総選挙の補欠選挙繰上補充で衆議院議員に当選し、1期を務めるが翌年2月の衆議院解散を以て政界を引退し、1927年（昭和2年）に貴族院勅選議員へ推挙された時もこれを固辞した。
1933年（昭和8年）には、関東大震災で経営状態が悪化していた東京の名門紙である國民新聞を買収。1935年（昭和10年）には國民新聞会長に就任する。
政友会系の新愛知と民政党系の名古屋新聞は政論のみならず新聞販売や各種興行においても激しく競合し、1936年（昭和11年）に新愛知が職業野球チームの名古屋軍（現在の中日ドラゴンズ）を発足させると名古屋新聞はすぐさま名古屋金鯱軍（翼軍と合併ののち戦時中に解散）を結成した。名古屋軍の経営は孫で新愛知支配人の大島一郎（のち中部日本新聞社長・社主）と編集主幹の田中斉が中心であったが、宇吉も結成時に相談役として名を連ねている。
その他にも、株式会社小牧銀行取締役、株式会社中央市場取締役、興農株式会社取締役、日本放送協会評議員、同盟通信理事を務める。
また、農産業の振興や航空事業の発展普及にも貢献した。
1940年（昭和15年）12月31日、89歳で死去する。新愛知は2年後に戦時統制のため長年にわたり競合してきた名古屋新聞と合併し、両紙共に中日新聞の前身となっている。

## 人物

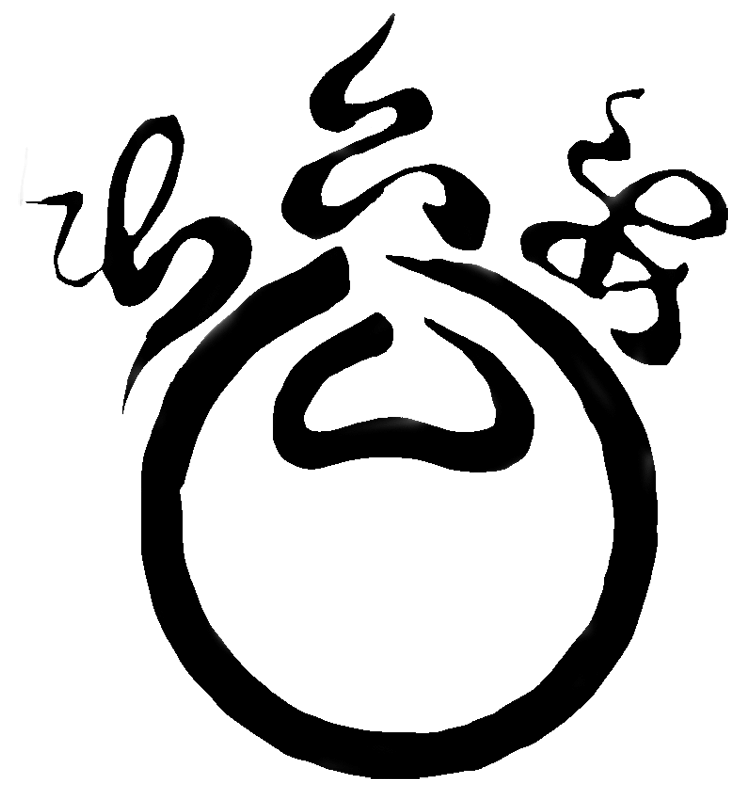
新愛知新聞社の社章

生涯、豊川稲荷を信奉し、新愛知の発展を祈願したという逸話が残っている。新愛知新聞社の社章も豊川稲荷の宝珠をイメージしたものであった。
電通が周年事業として実施しているマスコミ功労者顕彰で、新聞人として第1回となる1955年に選出されている。

## 系譜
1942年（昭和17年）に新愛知新聞社から刊行された『大島宇吉翁伝』所載の系図によれば、小幡大島家は清和源氏源義家三男・義国の長男で新田氏の開祖となった新田義重の末裔とされる。義重の来孫（5代後）・義継が「大島蔵人義継」を称して上野国新田郡大島郷（現在の群馬県太田市大島町一帯）を所領とする大島氏の開祖となった。義継の嫡流は室町時代に途絶えるが庶流は各地に残り、応仁の乱後に尾張国春日井郡へ移って郷士となり天正年間に織田氏へ出仕していた大島光泰が現在の名古屋市守山区牛牧で帰農、その長男の大島忠右衛門（寛永4年没）が小幡大島家の開祖になったと伝わる。
宇吉の曽祖父に当たる6代宇右衛門は豪農として知られており、小幡大島家が尾張藩から苗字帯刀を許されたのは宇右衛門が藩領内の神社仏閣に多額の浄財を寄進し、藩の財政に貢献したが故であった。

### 家族
新愛知新聞社支配人を務めた長男の大島慶治郎（1871年 - 1935年）は宇吉の次兄・竹三郎の養子に迎えられ、本家第13代当主となった。次男の大島藤次郎は新愛知および後身の中日新聞の経営には直接関与しなかったが、西春日井郡守山町の第6代町長を務める。三男の仁三郎は名古屋の商家・田中家の養子に迎えられた。仁三郎の長女で宇吉の孫に当たる田中とみ子の娘婿は新愛知編集主幹・国民新聞社代表取締役の田中斉。
孫（藤次郎長男）の大島一郎は新愛知支配人を経て代表取締役社長に就任し、名古屋新聞との合併による中部日本新聞発足後は初代社長を経て社主に至る。一郎の養嗣子となった大島宏彦（中日新聞社社長・会長・最高顧問）は東京新聞社理事・営業局長を歴任した大島一衛の次男で、実兄の大島建彦（東洋大学名誉教授）と共に血縁上は藤次郎の娘を通じて宇吉の曽孫に当たる。宏彦長男の大島宇一郎（現中日新聞社長）は玄孫。